# 蒙特諾特之戰
蒙特諾特之戰發生於1796年4月12日，是法國大革命戰爭義大利戰場中的一場戰役，由拿破崙·波拿巴將軍率領的法軍與和歐仁-紀堯姆·阿讓多伯爵率領的奧地利-薩丁聯軍交戰。法軍在薩丁尼亞王國卡伊罗蒙特诺泰村附近獲勝。
4月11日，阿讓多率領聯軍多次襲擊法國山頂陣地，但未能攻下。到12日早上，波拿巴集中部隊對付阿讓多人數較少的部隊。法軍的主攻方向從山頂發動，但第二支部隊從聯軍右翼進攻並成功擊潰敵軍。在倉促撤退的過程中，阿讓多的部隊損失慘重。這次對奧地利和薩丁尼亞邊界的襲擊使得聯軍部隊無法集中作戰。這場戰鬥是蒙特諾特戰役的一部分。

## 註腳
1. ↑  Chandler Dictionary, 285
2. ↑  Défossé, G., Montenotte La première victoire de Napoléon Bonaparte, général en chef, commandant l'armée d'Italie, 12 avril 1796 (23 germinal an IV). Cagnes-sur-Mer: EDICA, 1986, p. 120.
3. ↑  Pinelli, F. A., Storia militare del Piemonte in continuazione di quella del Saluzo cioè dalla расе d'Aquisgrana. Torino, 1854-1855, vol. 1, p. 623.